# Добрево
Добрево (болг. Добрево) — село в Болгарии. Находится в Добричской области, входит в общину Добричка. Население составляет 80 человек.

## Политическая ситуация
Добрево подчиняется непосредственно общине и не имеет своего кмета.
Кмет (мэр) общины Добричка —   Петко Йорданов Петков (Болгарская социалистическая партия) по результатам выборов.